# Atelopus hladký
Atelopus hladký (Atelopus carrikeri) je druh žáby z čeledi ropuchovitých, endemický pro pohoří Sierra Nevada de Santa Marta v severní Kolumbii. Je ohrožený taxon v důsledku likvidace prostředí zemědělci a napadení chytridiomycetou Batrachochytrium dendrobatidis. Druh nebyl pozorován od roku 1994 až do svého znovuobjevení v roce 2008.

## Taxonomie
Druh byl původně popsán Alexandrem G. Ruthvenem v roce 1916 ze vzorků odebraných v roce 1914 M. A. Carrikerem ml. V roce 1994 byl popsán nový druh Atelopus leoperezii, jež byl později identifikován jako atelopus hladký. Je předpokládáno, že nejbližším příbuzným atelopa hladkého je ekvádorský atelopus plamínkový.

## Popis
Atelopus hladký měří na délku cca 5 cm. Vyskytuje se ve dvou barevných variantách, přičemž při znovuobjevení druhu byla pozorována vzácnější, oranžová. Typičtější zbarvení je černé, s mírně světlejším břichem. Dospělí jedinci mají ostnaté bradavice na bocích, zbytek kůže je hladký. Velikost plochy pokryté bradavicemi se liší v závislosti na jedinci; v některých případech může sahat od očí k předním končetinám, v jiných od očí až ke stehnům. Jeden z pozorovaných exemplářů byl bradavicemi pokryt celý. Atelopus hladký má krátké končetiny se zaoblenými prsty. Zatímco prsty předních končetin nejsou blanité, prsty zadních končetin mají široké blány a první prst je prominentní. Délka a šířka hlavy jsou shodné.

## Výskyt a stanoviště
Vyskytuje se endemicky na ploše cca 627 km2 na území Severní Kolumbie. Jeho stanovištěm jsou sub-andské a andské mlžné lesy a párama. Je schopen přežít v zasněžených oblastech. Pobývá ve výškách mezi 2350 a 4800 m n. m. Je částečně tolerantní ke změnám prostředí, nadále je však ohrožen ztrátou prostředí následkem zemědělství.

## Ekologie
Atelopus hladký klade řetězce vajíček ve sladkovodních horských potocích, kde se následně vyvíjejí jeho pulci.

## Ochrana
Ačkoli v minulosti se jednalo o běžně rozšířený druh, v současné době je ohrožen ztrátou přirozeného prostředí v důsledku zemědělství, změnou klimatu, fumigací plodin a zhoubnou chytridiomycetou Batrachochytrium dendrobatidis. Dle předpokladů měla tato houba zredukovat populaci atelopa hladkého o více než 80 %. Druh byl po 14leté absenci znovu objeven týmem Projektu Atelopus na počátku roku 2008 v pohoří Sierra Nevada de Santa Marta v kolumbijském departementu Magdalena.